# 野沢佳織
野沢 佳織（のざわ かおり、1961年 - ）は、日本の翻訳家。

## 来歴
1961年、東京都に生まれる。
上智大学文学部英文学科を卒業後、自動車メーカーにて海外営業と秘書業務を経験する。
結婚と出産を経て、夫の転勤に伴いイギリスに2年間、オーストリアに3年間暮らす。
帰国後、翻訳学校に通い、下訳、リーディング等に携わったのち、1998年に翻訳家としてデビューする。
バベル翻訳学院では金原瑞人に師事し、共同で翻訳作業をすることもある。

## 翻訳
- 『バビロン行きの夜行列車』（レイ・ブラッドベリ、金原瑞人共訳、角川春樹事務所） 1998.10　ISBN 4-89456-138-7
- 『アレックスとゆうれいたち』（エヴァ・イボットソン、徳間書店） 1999.5　ISBN 4-19-861017-7
- 『Terence Conran on restaurants』（テレンス・コンラン、後藤陽次郎監修、畑裕子共訳、リビングデザインセンター） 2001
- 『銀のロバ』（ソーニャ・ハートネット、主婦の友社） 2006.9　ISBN  978-4072497975
- 『スターダスト』（ニール・ゲイマン、金原瑞人共訳、角川文庫） 2007
- 『壊れやすいもの』（ニール・ゲイマン、金原瑞人共訳、角川書店） 2009 - 短編集
同書に収録の短編「パーティで女の子に話しかけるには」
- 『リビアの小さな赤い実』（ヒシャーム・マタール、金原瑞人共訳、ポプラ社） 2007　ISBN 978-4591098615
- 『水深五尋』（ロバート・ウェストール、金原瑞人共訳、岩波書店） 2009.3　ISBN 9784000010771
- 『『アラバマ物語』を紡いだ作家』（チャールズ・J・シールズ、柏書房） 2014.1　ISBN 9784760143375
- 『タイムボックス』（アンドリ・S・マグナソン、NHK出版） 2016.10　ISBN 978-4-14-005681-3
- 『夢を追いかける起業家たち ディズニー、ナイキ、マクドナルド、Apple、グーグル、フェイスブック』（サラ・ギルバート, アーロン・フリッシュ, ヴァレリー・ボッデン、原丈人日本語監修、西村書店・東京出版編集部） 2017
- 『凍てつく海のむこうに』（ルータ・セペティス、岩波書店） 2017.10　ISBN 9784001160123